# Unmasked Tour
Unmasked Tour var en konsertturné med Kiss och pågick under perioden 25 juli – 3 december 1980. När man spelade i Australien bytte man ut låten "You're All That I Want" mot "Shandi".
Peter Criss lämnade bandet officiellt den 17 maj 1980 och ersattes senare av Eric Carr.

## Spellista
1. Detroit Rock City
2. Cold Gin
3. Strutter
4. Calling Dr. Love
5. Is That You?
6. Firehouse
7. Talk To Me
8. You're All That I Want (Shandi i Australien)
9. 2,000 Man
10. I Was Made for Lovin' You
11. New York Groove
12. Love Gun
13. God of Thunder
14. Rock and Roll All Nite
15. Shout It Out Loud
16. King of the Night Time World
17. Black Diamond

## Medlemmar
- Gene Simmons – sång, elbas
- Paul Stanley – sång, kompgitarr
- Eric Carr – trummor, sång
- Ace Frehley – sologitarr, sång